# 山川真里果
山川 真里果（やまかわ まりか、1983年8月31日 - ）は、日本の女優。東京都出身。レトル所属。

## 人物
1歳のときに家族でアメリカ合衆国（サンフランシスコ）へ移り、約7年間をアメリカで過ごす。2010年に俳優としてのキャリアをスタートさせ、以来、映画、テレビ、舞台などで活動している。特に俳優を志すこととなったきっかけとして、山川は会社員としての勤務中に東日本大震災を経験したことを挙げている。
2018年10月に現所属事務所に入るまでは「川村麻実」の名前で作品等に出演していた。

## 出演

### 映画
- 旅の贈りもの 明日へ（2012年、前田哲監督）
- 1+1=11（2012年、矢崎仁司監督）
- 江ノ島プリズム（2013年、吉田康弘監督）
- Make My Day（2013年、完山京洪監督）
- しば田とながお（2013年、ヤン・イクチュン監督）
- ABC・オブ・デス2「O is for Ochlocracy」（2014年、大畑創監督）
- ぼくのおじさん（2016年、山下敦弘監督）
- さよならくちびる（2019年、塩田明彦監督）
- ホムンクルス（2021年、清水崇監督）
- 浅草キッド（2021年、劇団ひとり監督）
- アネット（2022年、レオス・カラックス監督）
- オカルトの森へようこそ THE MOVIE（2022年、白石晃士監督）
- LOVE LIFE（2022年、深田晃司監督）
- 劇場版 美しい彼〜eternal〜（2023年、酒井麻衣監督）
- ミンナのウタ（2023年、清水崇監督） - 高谷詩織 役
- あのコはだぁれ?（2024年、清水崇監督） - 高谷詩織 役[5][6]

### テレビドラマ
- アオイホノオ 第4話（2014年8月9日、テレビ東京）
- びったれ!!! 第1話（2015年1月14日、テレビ神奈川他）
- いだてん〜東京オリムピック噺〜 第41回 - 第47回（2019年11月3日 - 12月15日、NHK）
- ここは今から倫理です。 第5回（2021年2月20日、NHK）
- さまよう刃 第1話（2021年5月15日、WOWOW）
- ショート・プログラム「交差点前」（2022年3月4日、Amazon Prime Video）
- オカルトの森へようこそ 第4話 - 第6話（2022年8月12日 - 8月26日、WOWOW）
- 大奥 第4回（2023年1月31日、NHK）
- 美しい彼（シーズン2） 第1話 - 第3話（2023年2月8日 - 2月22日、毎日放送）

### 舞台
- ナカゴー「ミッドナイト25時」（2014年）
- ナカゴー「ノット・アナザー・ティーンムービー」（2014年）
- 吉祥寺シアター10周年記念企画 ミクニヤナイハラプロジェクト×青年団「東京ノート」プレ公演（2015年）
- トリコロールケーキ「このオカリナを壊してもいいと言われ」（2015年）

### CM
- NOK「なかのひと」篇（2019年）
- イエウール「ころがる男」篇（2021年）
- チューリッヒ自動車保険「脳内会議」（2021年）
- ライオン NANOX「見た目じゃないのよ、洗濯は。」篇（2021年）
- キリン Home Tap「実感 ぞくぞく」篇（2021年）